# Arnold Newman
Arnold Abner Newman (3 marzo 1918 – 6 giugno 2006) è stato un fotografo statunitense.
È noto per i suoi "environmental portraits" (ritratti ambientati) di artisti (fra cui Marilyn Monroe, Pablo Picasso, Afro Basaldella Salvador Dalí e Andy Warhol) e politici (tutti i presidenti americani, da Harry S. Truman in poi, furono da lui ritratti). È conosciuto anche per le sue immagini di still life astratto.

## Carriera
Nato a Manhattan, Newman è cresciuto a Atlantic City nel New Jersey, poi si trasferisce a Miami Beach in Florida. Nel 1936, ha studiato pittura e disegno presso l'Università di Miami. Impossibilitato a continuare gli studi, dopo due anni si trasferisce nel 1938 a Philadelphia per lavorare per uno studio di un ritrattista. Newman tornò in Florida nel 1942 per gestire uno studio ritrattista a West Palm Beach. Nel 1945 apre una propria attività a Miami Beach. Nel 1946, Newman si trasferì a New York, dove aprì l'Arnold Newman Studios; in questo periodo lavora come fotografo freelance per Fortune, Life e Newsweek. Senza mai diventarne membro, Newman frequenta nel corso del 1940 la Photo League.

### Il ritratto di Igor Stravinsky al pianoforte
Nel 1946 Igor Stravinsky si trovava a New York e fu fotografato da Newman, questa foto è considerata una delle più riuscite del fotografo americano. Il compositore, pur essendo il soggetto dell'immagine, è collocato a margine dell'inquadratura, cedendo molto spazio al pianoforte. La composizione particolare concede all'immagine un grande impatto e una straordinaria forza evocativa.

## Premi
- 1999 Infinity Award for Master of Photography, International Center of Photography, Manhattan[1]
- 2004 Lucie Award for Outstanding Achievement in Portrait Photography, International Photography Awards program, Los Angeles, California[2]
- 2004: fu premiato da The Royal Photographic Society's Centenary Medal and Honorary Fellowship (HonFRPS) in riconoscimento del significativo contributo apportato all'arte della fotografia.[3]